# Pakusari
Pakusari is een bestuurslaag in het regentschap Jember van de provincie Oost-Java, Indonesië. Pakusari telt 9158 inwoners (volkstelling 2010).